# Rudolf Pulfer

Rudolf Pulfer (vor 1939)

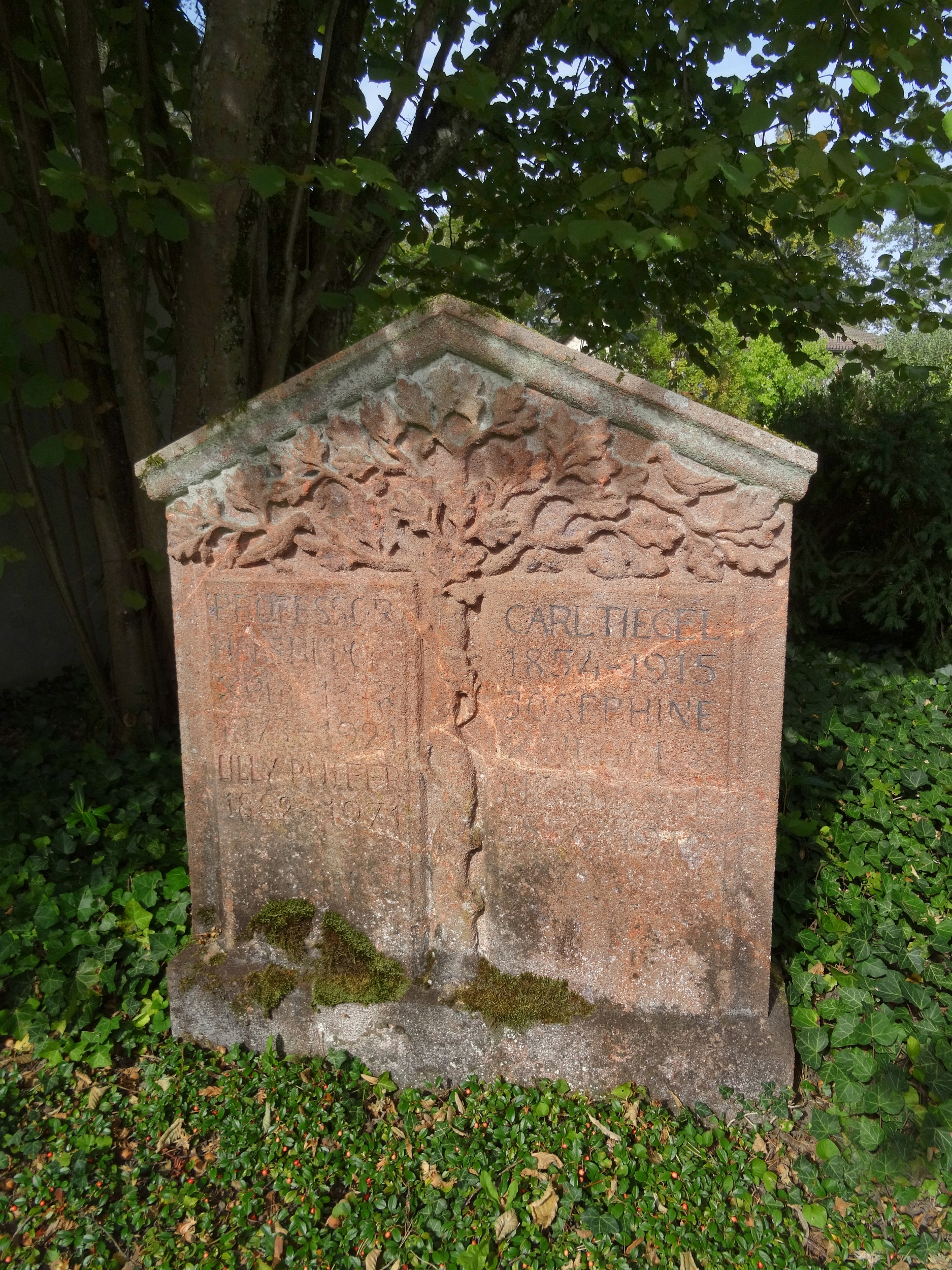
Grab, Friedhof Rehalp, Zürich

Rudolf Pulfer (* 29. Mai 1873 in Zimmerwald; † 26. November 1921 in Zürich; heimatberechtigt in Rümlingen) war ein Schweizer Forstwissenschaftler und Hochschullehrer.

## Leben
Rudolf Pulfer, Sohn des Lehrers Rudolf und der Lina, geborene Guggisberg, besuchte von 1893 bis 1897 die Forstschule am Eidgenössischen Polytechnikum in Zürich. Nach dem Staatsexamen im Jahre 1897 folgte ein Studium in München. 
Rudolf Pulfer war seit 1903 mit Lilly, geborene Tiegel (1882–1971) verheiratet. Sie war die Tochter des Forstmeisters und Majors der Positionsartillerie Carl Tiegel (1854–1915) und der Josephine (1836–1910).
Ihre letzte Ruhestätte fanden sie auf dem Friedhof Rehalp in Zürich. 

## Schaffen
Von 1898 bis 1900 war Pulfer als Assistent an der Schweizerischen Centralanstalt für das forstliche Versuchswesen in Zürich tätig. Im Jahre 1901 ging er der Tätigkeit des Adjunkts der kantonalen Forstdirektion in Bern nach. Ab 1902 war er Kreisoberförster in Laufen BL, ab 1908 Kreisoberförster in Thun und ab 1912 Forstmeister des Berner Oberlands. Pulfer war 1914 als Forstmeister des Kanton Jura sowie als bernischer kantonaler Mineninspektor tätig. Zwischen 1917 und 1921 war er Professor für Forsteinrichtung an der ETH Zürich. Des Weiteren war Pulfer Redaktor der Schweizerischen Jagdzeitung.